# Induktionsplasma
Induktionsplasma, auch induktiv gekoppeltes Plasma genannt, ist eine Art Thermisches Plasma, das durch elektromagnetische Induktion erzeugt wird. Das Magnetfeld induziert einen elektrischen Strom im Gas und erwärmt dieses bis zu 10.000 Kelvin. Die induktive Plasmatechnologie wird in Bereichen wie der Pulversphäroidisierung, der Nanomaterialsynthese und Plasmawindkanälen eingesetzt. Die Technologie wird über einen Induktionsplasmabrenner angewendet, der aus drei Grundelementen besteht: der Induktionsspule, einer Einschlusskammer und einem Brennerkopf oder Gasverteiler. Der Hauptvorteil dieser Technologie im Vergleich zu DC-Plasmabrennern ist der Wegfall von Elektroden, die regelmäßig ausgetauscht werden müssen und Verunreinigungen in das Plasma einbringen.

## Pulver-Sphäroidisierung
Sphärische Pulver werden in vielen verschiedenen Industriebereichen benötigt, wie z. B. in der additiven Fertigung, der Pulvermetallurgie, elektronischen Verpackungen und medizinischen Pulvern. Die Vorteile der untersuchten kugelförmigen Pulver sind:
1. Verbesserte Fließfähigkeit.
2. Erhöhte Packungsdichte
3. Bessere Verteilbarkeit bei Pulverbettverfahren

Die Pulversphäroidisierung ist ein Prozess des Schmelzens während des Fluges. Das Rohpulver mit unregelmäßiger Form wird in das Induktionsplasma eingebracht und jedes Pulverkorn schmilzt separat. Die Flüssigkeitströpfchen nehmen unter Einwirkung der Oberflächenspannung eine kugelförmige Form an. Diese Tröpfchen werden beim Herausfallen aus der Plasmaflamme abgekühlt und erstarren zu kugelförmigen Partikeln. Da bei dem Verfahren keine Elektroden oder Tiegel verwendet werden, kann eine sehr hohe Reinheit der Pulver aufrechterhalten werden. Die Technologie der Pulversphäroidisierung ist sowohl im Labor- als auch im Industriemaßstab möglich.
Eine Vielzahl von Keramiken, Metallen und Metalllegierungen wurden erfolgreich durch Induktionsplasma-Sphäroidisierung sphäroidisiert. Durch die hohe Temperatur des Plasmas können auch Materialien mit sehr hohen Schmelztemperaturen sphäroidisiert werden. Im Folgenden sind einige typische Materialien aufgeführt, die im kommerziellen Maßstab sphäroidisiert werden.
- Oxidkeramiken: SiO2, ZrO2, YSZ, Al2TiO5, Glas
- Nichtoxide: WC, WC-Co, CaF2, TiN
- Metalle: Re, Ta, Mo, W
- Legierungen: Cr-Fe-C, Re-Mo, Re-W

Vorteile der Pulversphäroidisierung gegenüber der Gaszerstäubung sind:
- Hohe Ausbeute (sphäroidisierte Pulver haben die gleiche Partikelgrößenverteilung wie Rohpulver)
- Große Auswahl an Materialien (fast alle Keramiken und Metalle)
- Hohe Reinheit (keine Verschmutzung durch Elektroden oder Tiegel)
- Möglichkeit des Recyclings gebrauchter Pulver aufgrund der Verbesserung der Sphärizität und in einigen Fällen der Reduzierung des Sauerstoffgehalts
- Hohe Sphärizität, geringe Porosität und Abwesenheit von Satelliten

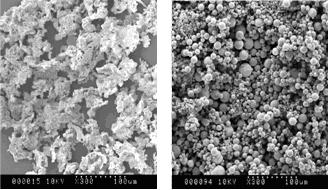
Die flockigen, ineinandergreifenden Rheniumpulver werden nach der Induktionsplasma-Sphäroidisierungsverarbeitung zu dichten separaten Kugeln
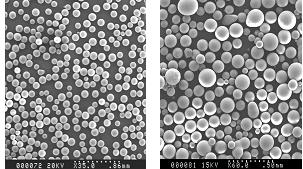
Das durch Induktionsplasma sphäroidisierte SiO2-Pulver (Produktionsrate von 15 ~ 20 kg / h)

## Synthese von Nanomaterialien
Die Herausforderungen für eine industrielle Technologie zur Synthese von Nanomaterialien sind Produktivität, Qualitätssicherung und Erschwinglichkeit. Die Induktionsplasmatechnologie implementiert die Verdampfung von Vorläufern im Flug und kann aufgrund des 10000 Kelvin heißen Plasmas sogar Materialien sehr hohem Siedepunkt verdampfen. Der Betrieb unter verschiedenen Atmosphären ermöglicht die Synthese einer großen Vielfalt von Nanopulvern mit einer gut kontrollierten chemischen Zusammensetzung des Kerns und der Oberfläche des Nanopartikels. Die Technologie ist sowohl im Labormaßstab als auch im industriellen Maßstab verfügbar. Die Verwendung von Induktionsplasma zur Synthese von Nanopulvern bietet viele Vorteile gegenüber alternativen Techniken, wie hohe Reinheit, hohe Flexibilität, einfache Skalierbarkeit, einfache Bedienung und Prozesskontrolle.
Im Nano-Syntheseprozess wird das Material zunächst zur Verdampfung in Induktionsplasma erhitzt, und die Dämpfe werden anschließend in der Abkühl-/Reaktionszone sehr schnell abgeschreckt. Das Abkühlungsgas kann Inertgase wie Ar und N2 oder Reaktionsgase wie CH4 und NH3 sein, je nach Art der zu synthetisierenden Nanopulver. Die hergestellten nanometrischen Pulver werden normalerweise durch poröse Filter gesammelt, die fernab des Plasma-Reaktorabschnitts installiert sind. Aufgrund der hohen Reaktivität von Metallpulvern sollte vor dem Sammeln des synthetisierten Pulvers aus dem Filter besondere Aufmerksamkeit auf die Pulverpassivierung gelegt werden.

Das Induktionsplasmasystem wurde erfolgreich bei der Synthese von Nanopulvern eingesetzt. Der typische Größenbereich der hergestellten Nanopartikel liegt zwischen 20 und 100 nm, je nach den verwendeten Abkühlungsbedingungen. Die Produktivität variiert von 20 g/h bis 3~4 kg/h, abhängig von den physikalischen Eigenschaften der Materialien und der Leistungsstufe des Plasmas. Eine typische Anlage für die Nanopulversynthese im industriellen Maßstab ist zusammen mit einigen Nanopartikel unten dargestellt.

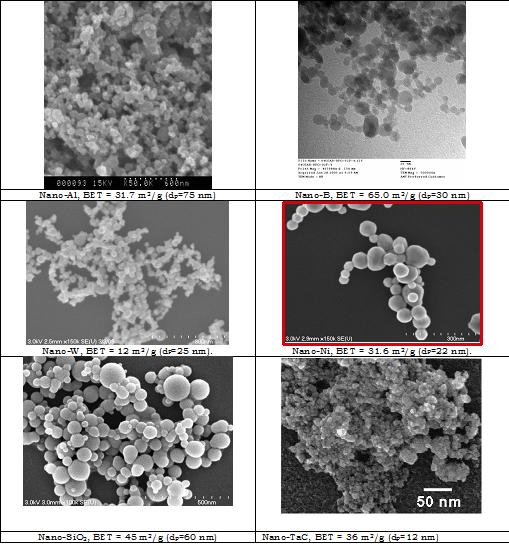
Einige Proben der Nanopartikel, die mit einer Induktionsplasmaanlage hergestellt wurden
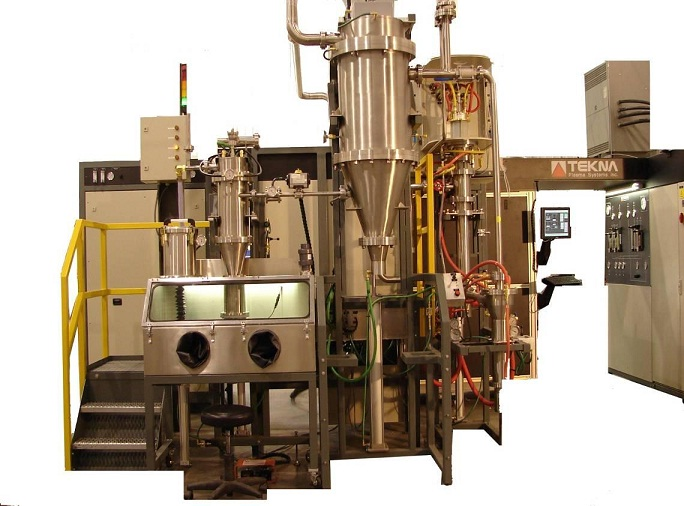
Die Induktionsplasmaanlage für die Synthese von Nanopulvern

## Plasma-Windkanäle
Während des atmosphärischen Wiedereintritt fliegen Raumfahrzeuge mit sehr hoher Geschwindigkeit und sind hohen Wärmeströmen und hohem Druck durch die Luft ausgesetzt, die an der Vorderseite des Raumfahrzeugs komprimiert und auf mehrere tausend Grad erhitzt wird. Das Raumfahrzeug muss vor diesem hohen Wärmefluss mit Hitzeschild Materialien geschützt werden. Für die Entwicklung des Raumfahrzeugs müssen diese Materialien unter ähnlichen Bedingungen mit hohem Wärmefluss und hohem Druck getestet werden. Plasmawindkanäle reproduzieren diese Bedingungen. Für diese Plasma-Windkanäle wird Induktionsplasma verwendet, da es ein Plasma mit hoher Enthalpie erzeugen kann, das frei von Verunreinigungen ist.